# Сагино (Тексас)
Сагино (енгл. Saginaw) град је у америчкој савезној држави Тексас. По попису становништва из 2010. у њему је живело 19.806 становника.

## Демографија
Према попису становништва из 2010. у граду је живело 19.806 становника, што је 7.432 (60,1%) становника више него 2000. године.
| Група             | 2000.         | 2010.          |
| Белци             | 9.928 (80,2%) | 13.498 (68,2%) |
| Афроамериканци    | 239 (1,9%)    | 847 (4,3%)     |
| Азијати           | 154 (1,2%)    | 365 (1,8%)     |
| Хиспаноамериканци | 1.823 (14,7%) | 4.668 (23,6%)  |
| Укупно            | 12.374        | 19.806         |